# 伊斯灵顿区
伊斯林頓自治市（英語：London Borough of Islington）是英國大倫敦下屬的32個倫敦自治市之一，位於倫敦中心偏北，是北倫敦與內倫敦的一部份。伊斯林頓倫敦自治市是在1965年時，由原本的伊斯林頓與芬斯貝利兩個都會自治市（Metropolitan borough）合併而成，是個擁有185,500人口（2006年統計）的小行政區。在過去伊斯林頓曾是一個上流社會人士聚集的溫泉镇，但自18世紀後期開始富人們陸續遷出此地區後，此地區的景氣曾低靡了一頓時間。近年來有一些專業人士來到此地區收購老屋並進行修繕，使得此地區再度成為新興的時髦住宅區。